# Willis, Kansas
Willis är en ort i Brown County i Kansas. Vid 2020 års folkräkning hade Willis 24 invånare.